# Valle di Mezzana
Valle di Mezzana (in francese Valle-di-Mezzana, in corso Valli di Mezzana) è un comune francese di 311 abitanti situato nel dipartimento della Corsica del Sud nella regione della Corsica.

## Società

### Evoluzione demografica
Abitanti censiti